# 執法女先鋒
《執法女先鋒》（英語：Enemy Gold）是一部1993年美國、德國及日本合拍的動作冒險片，Triple B系列電影的第九部作品，由克里斯汀·德魯·西達里斯（Christian Drew Sidaris）執導（導演處女作；安迪·西達里斯之子），並與韋斯·拉恩（Wess Rahn）合作編劇。主演陣容包括布魯斯·彭霍爾、馬克·巴里耶（Mark Barriere）、羅德里哥·奧布瑞貢（Rodrigo Obergon）、蘇西·辛普森（Suzi Simpson）、泰·柯林斯及茱莉·史特蘭。電影講述三名聯邦特務在執行制止販毒活動的任務時，意外發現了內戰時期的黃金。冷酷無情的犯罪頭目在腐敗特務的幫助下，對聯邦特務們展開追捕。
電影1993年12月先在德國採錄影帶首映形式發行，美國和日本分別於1994年3月23日、1994年6月3日發行。續集為1994年的《執法女先鋒2》。
2002年，本片由文圖拉發行（Ventura Distribution）發行DVD，並列為「安迪·西達里斯藏品」（The Andy Sidaris Collection）之一。米爾溪娛樂（Mill Creek Entertainment）2011年發行了藍光。

## 劇情
1864年，普萊森特希爾戰役爆發。南方邦聯軍隊的昆特里爾將軍讓士兵們奪走敵人的了一批黃金，只剩兩名士兵將黃金得手；他們死前將黃金埋在樹林中。
1993年，聯邦特務克里斯·坎農和馬克·奧斯汀正準備進行一次緝毒突襲，坎農的訓練所同學貝姬·米德奈加入了他們。三名特務突襲了一座穀倉，搜到了一批古柯鹼，殺死了兩名守衛，並逮捕了另外兩人。新任的部門主管迪克森局長到來，但斥責特務們不遵守機構規定，在沒有搜查令的情況下開展行動，事後將對他們的行為展開調查。迪克森實際上與毒販頭子聖地牙哥合作；聖地牙哥打算殺死三名特務，且不滿意迪克森的表現，迪克森交出一台能讓他竊聽特工通訊的無線電設備，作為補償。
特務們的長官艾娃·諾布爾前往華盛頓總部為三人辯護，但三人已被停職。諾布爾稱，在自己持續上訴前間他們應該去露營。坎農和奧斯汀說服米德奈和他們一起去露營。坎農和奧斯汀談到了他們小時候的露營經歷，他們總是希望找到昆特里爾的黃金。回到聖地牙哥的俱樂部，被逮捕的兩名手下被迪克森放出。聖地牙哥還從外地找來了老友寶石豹，打算解決坎農、奧斯汀和米德奈。同時，坎農打電話給諾布爾，報告三人正前往森林。聖地牙哥和寶石豹聽了他們的談話並擬定了攔截計劃。
在森林露營休息期間，坎農、奧斯汀和米德奈發現了一本日記，裡面有一張疑似黃金的手繪地圖。坎農將此報告給諾布爾，而偷聽的聖地牙哥和寶石豹則偷了一艘公園管理員的船去追捕他們。進一步閱讀日記後，他們得知日記的作者用刀在埋藏黃金的一棵樹上做了標記。第二天早上，聖地牙哥的兩名手下襲擊了小屋；特務們殺死了兩位敵人，並意外發現了黃金。諾布爾接獲消息後中斷了與迪克森的會面，也前往森林，但迪克森聲稱特務都是自己的責任而堅持同行。
坎農、奧斯汀和米德奈挖出黃金時，聖地牙哥和寶石豹出現並用槍威脅他們把黃金搬出森林。諾布爾和迪克森趕到現場救人，但迪克森暴露了自己的真面目，並將槍口對準了諾布爾。聖地牙哥與迪克森爭吵後，寶石豹槍殺了迪克森。混亂中，特務們搶走了黃金並逃跑，而聖地牙哥與寶石豹則試圖乘坐直升機逃跑。諾布爾向直升機發射了一支爆炸弩箭來炸死他們。
特務們將黃金帶回了機構，並被告知東西最終可能會被送到內戰博物館。諾布爾向特務們宣布，聯調局已選出了一位新負責人來接管該部門：從現在起，該團隊將向她匯報工作。

## 演員
- 布魯斯·彭霍爾（英语：Bruce Penhall）飾演克里斯·坎農（Chris Cannon）
- 馬克·巴里耶（Mark Barriere）飾演馬克·奧斯汀（Mark Austin）
- 羅德里哥·奧布瑞貢（Rodrigo Obergon）飾演聖地牙哥（Santiago）
- 蘇西·辛普森（Suzi Simpson）飾演貝姬·米德奈（Becky Midnite）
- 泰·柯林斯（英语：Tai Collins）飾演艾娃·諾布爾（Ava Noble）
- 茱莉·史特蘭飾演寶石豹（Jewel Panther）
- 艾倫·阿比留（Alan Abelew）飾演迪克森（Dickson）
- 金·馬琳（Kym Malin）飾演牛仔舞女
- 韋斯·拉恩（Wess Rahn）飾演遊騎兵（未掛名）
- 安迪·西達里斯飾演迪克森大廳（Dickson's Lobby）裡的男人（未掛名）
- 克里斯·西達里斯（Chris Sidaris）飾演達拉斯餐廳的紅領帶男人（未掛名）

## 外部連結
- 互联网电影数据库（IMDb）上《執法女先鋒》的资料（英文）